# Sonde de Langmuir
 (juillet 2011).

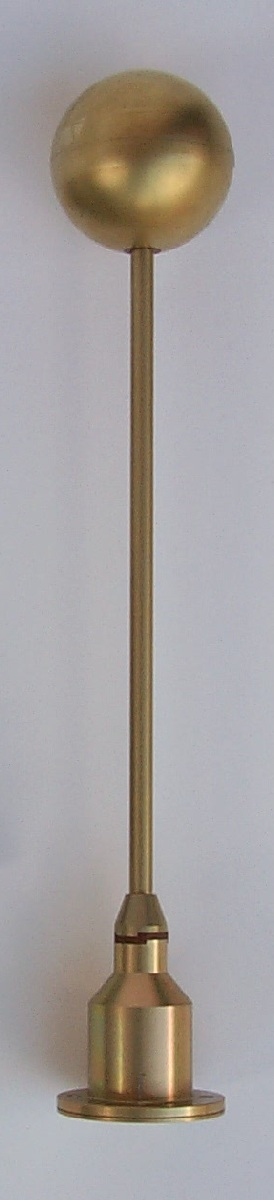
L'une des deux sondes Langmuir du Swedish Institute of Space Physics à Uppsala. Elle est semblable à celle de la sonde Rosetta. La partie sphérique de la sonde fait 50 millimètres de diamètre. Elle est faite de titane.

Une sonde de Langmuir est un instrument qui permet de mesurer la température et la densité électronique, ainsi que le potentiel électrique d'un plasma.
Elle consiste à insérer une ou plusieurs électrodes dans un plasma, avec un potentiel électrique constant ou variable dans le temps entre les électrodes ou entre celles-ci et le contenant. Les potentiels et courants électriques mesurés permettent de déterminer les grandeurs physiques du plasma.

## Étymologie
La sonde est nommée d'après le nom du physicien Irving Langmuir.

## Considérations pratiques
En laboratoire, les électrodes sont normalement faites de fils de tungstène d'une fraction de millimètre (mm) d'épaisseur. Ce choix s'explique par la haute température de fusion du matériau, ainsi que la possibilité de lui donner une petite taille. Le molybdène est parfois utilisé.
Dans les plasmas basse température, où la sonde ne devient pas trop chaude, la contamination de surface peut devenir non négligeable. Il peut en résulter une hystérésis dans la courbe du courant en fonction du potentiel et peut limiter le courant enregistré par la sonde.
Pour les plasmas de fusion (en), on utilise généralement des électrodes de 1 à 10 mm de diamètre faites en graphite. Leur sublimation plutôt que fusion à haute température ainsi que la quantité limitée de Bremsstrahlung sont parmi les critères de ce choix.
Dans les plasmas magnétiques, le meilleur choix semble être l'utilisation d'une sonde plus grande.

## Sources bibliographiques
1. (en) H. M. Mott-Smith et Irving Langmuir, « The Theory of Collectors in Gaseous Discharges », Phys. Rev., vol. 28, no 4,‎ 1926, p. 727–763 (DOI 10.1103/PhysRev.28.727, Bibcode 1926PhRv...28..727M, lire en ligne)
2. (en) J. Hopwood, « Langmuir probe measurements of a radio frequency induction plasma », J. Vac. Sci. Technol. A, vol. 11, no 1,‎ 1993, p. 152–156 (DOI 10.1116/1.578282)
3. (en) A. Schwabedissen, E. C. Benck et J. R. Roberts, « Langmuir probe measurements in an inductively coupled plasma source », Phys. Rev. E, vol. 55,‎ 1997, p. 3450–3459 (DOI 10.1103/PhysRevE.55.3450, Bibcode 1997PhRvE..55.3450S, lire en ligne)